# Заврч
Заврч (словен. Zavrč) — поселення в общині Заврч, Подравський регіон‎, Словенія.